# Мобильный маркетинг
Моби́льный ма́ркетинг — комплекс маркетинговых мероприятий, направленный на продвижение товаров или услуг с использованием средств сотовой связи и с доставкой рекламных сообщений на мобильные устройства: телефоны, смартфоны, планшеты.

## История мобильного маркетинга
Мобильный маркетинг как комплекс акций, мероприятий и кампаний, осуществляемый с помощью мобильных устройств посредством сотовой связи SMS (Short Message Service) для продвижения товаров и услуг приобрел популярность  приблизительно в 2000 году в Европе и  Азии, а затем продолжил внедрение практически по всему миру.
Предпосылкой к возникновению и популяризации этого канала распространения рекламы информации стало широкое использование сотовой связи населением, а также то, что многие компании набрали собственные базы данных с телефонными номерами клиентов.
Текстовые сообщения SMS рассылались без согласия адресата на его мобильный телефон. Оно содержало рекламу товаров, услуг, информацию о скидках, акциях и распродажах. Сейчас такие рекламные SMS-рассылки, которые осуществляются без согласия получателя, называются спамом (spam) по аналогии с несанкционированными рассылками на e-mail.
С 2002 года в мобильном маркетинге находят использование специальные "короткие номера", звонки и SMS на которые могут использоваться для взаимодействия с клиентом.
Возникновение мобильного маркетинга в России, по примеру европейских стран, приходится на 2003 год. Однако часто мобильный маркетинг существует отдельно, порой приобретая формы самостоятельного бизнеса.
Объём рынка мобильной рекламы при помощи SMS в США оценивался в 327 млн $ (2010 год), и  443 млн $ (в 2011 году).
Одним из ключевых критериев для проведения акций мобильного маркетинга является согласие абонента на получение информации или участие в акции. В Европе мобильные операторы требуют предоставить абоненту возможность отписки от рассылки или прекращения участия в акции в любой момент. Эти требования даже включены в специальный «Свод рекомендаций для проведения акций мобильного маркетинга», которому следуют маркетологи в США. Подобное согласие может быть получено, например, при заполнении абонентом специальной анкеты, в которой он указывает, что не возражает против получения рекламных сообщений на свой телефон.

## Механизмы и технологии мобильного маркетинга
Для распространения рекламной информации через мобильные каналы используются базы телефонных номеров, которые получаются несколькими путями: 
- Законным — когда адресат сам дает согласие на рассылку ему рекламных SMS-сообщений.
- Незаконным — когда происходит рассылка спам-сообщений. В Европе существуют законодательные барьеры, препятствующие навязчивой интернет-рекламе и являющиеся уголовно наказуемыми. Но в России действия спамеров относятся к мобильному мошенничеству с недостаточно строгим наказанием в виде условной судимости, и подпадают под действие законов «О связи», «О защите персональных данных» и «О рекламе».

Чаще всего телефонные базы формируются при покупках клиентов, когда они, оформляя подарочные, накопительные и бонусные карты, подписывают соответствующие документы. Также широко используются короткие номера, на которые клиенты звонят и пишут SMS с целью получения новостей о скидках, акциях, о проведении мероприятий, с целью получить ответы на вопросы и пр.
Целевая аудитория часто лояльно относится к мобильному способу получения информации, тем более, что с развитием технологий увеличилось количество каналов, используемых мобильным маркетингом.
Итак, основные технологии, используемые в мобильном маркетинге:
1. голосовые сообщения;
2. SMS-рассылки;
3. MMS-рассылки. Представляют собой текстовые или мультимедийные сообщения с возможностью использовать фото, видео, музыку, ссылки и пр.;
4. wap-, gprs-, edge- и другие технологии, доступные для получения информации из интернета с мобильного телефона;
5. IVR — голосовое меню, позволяющее позвонившему, общаясь с автоинформатором, получить информацию по интересующим вопросам, сделать заказ, узнать об акциях, скидках, мероприятиях и пр.
6. технологии для создания приложений под соответствующие мобильные платформы (Android, iPhone, Windows Mobile и другие)
7. ICB (Interactive Cell Broadcast) — рассылка интерактивных (кликабельных) сообщений-тизеров на все абонентские терминалы, находящиеся в зоне действия базовых станций. Технология лежит в основе сервисов «Хамелеон» (Билайн), «Калейдоскоп» (МегаФон) и «МТС-Новости» (российский оператор МТС), используется МЧС в целях массового оповещения.
8. ICB+ (Salute) — технологическое решение, позволяющее, как и ICB, отправлять тизеры на мобильные терминалы абонентов. В отличие от интерактивного вещания, ICB+ предоставляет более развитые возможности персонализации и таргетинга, т.к. взаимодействует с отдельными абонентами.

Главной задачей мобильного маркетинга продолжает оставаться привлечение платежеспособного клиента, заинтересованного в покупке товаров и услуг. Комплексное использование имеющихся технологий, разумное привлечение и разработка новых каналов распространения рекламной информации ведут к успешному маркетингу, а, значит, к законному повышению доходов компании.

## SMS- и MMS-маркетинг
Один из самых распространенных и действенных способов продвижения товаров, предложения услуг в мобильном маркетинге. SMS-маркетинг опирается на рассылку коротких текстовых сообщений по инициативе потребителя («pull»-маркетинг) или по инициативе компании-рекламодателя («push»-маркетинг). В первом варианте потребитель, заинтересованный рекламой в СМИ, первым отправляет сообщение на короткий номер и получает ответное рекламное сообщение. Когда же инициатива отправки SMS-сообщения принадлежит рекламодателю, происходит рассылка информации по базе данных телефонов клиентов.
SMS-рассылки делятся на транзакционные, сервисные и рекламные. Первые два типа являются реакцией на какое-либо действие, совершенное пользователем. Третий тип рассылается по инициативе рекламодателя и в его интересах.
- Транзакционные сообщения – это уведомления от банков и платежных систем о передвижении денежных средств абонента (пополнение счета, списание, остаток и пр.).
- Сервисные sms – это сообщения, уведомляющие о каких-либо изменениях, как правило, после совершенной клиентом активности. Например, изменение статуса заказа в интернет-магазине (получен, отправлен, доставлен), начисление или списание бонусных баллов, подача машины такси, изменения в бронировании и пр. Сервисные sms могут носить предупреждающих характер, например, напоминания о записи к врачу или о приближающемся окончании срока страхового полиса.
- Рекламные сообщения – sms, отправляемые по инициативе рекламодателя в его интересах и с целью продвижения какого-либо товара или услуги. Например, информация о скидках и специальных предложениях, распродаже или появлении новых продуктов.

Важно не путать рекламные sms со спамом. Требования законодательства обязывают организаторов sms-рассылок предварительно получить согласие абонентов на получение рассылок, однозначно идентифицировать абонента и предоставить ему возможность отписаться от получения рассылок в дальнейшем.
Применение MMS-маркетинга (Multimedia messaging serviсе), т. е. сервиса мультимедийных сообщений, позволяет повысить эффективность отправленного сообщения. Клиент компании видит не только текстовую составляющую, но и способен услышать звуковое сопровождение, увидеть видео и фотографические изображения. При использовании MMS-рассылок возникает ряд преград. Часть целевой аудитории не подключает соответствующую услугу сотового оператора связи или их мобильное устройство не поддерживает её подключение. Часто посредством MMS-рассылок производятся мошеннические действия, что влияет на настороженное отношение получателей к подобным сообщениям. Все это снижает эффективность данного способа продвижения товаров и услуг.

## Мобильные приложения и маркетинг
Рынок мобильных устройств уже не ограничивается телефонами, смартфонами, коммуникаторами. Сейчас это и iPad, и интернет-планшеты от Asus, Samsung и прочих производителей. Соответственно, растет количество мобильных приложений (игры, карты, программы и др.) - программ, устанавливаемых с различными целями на мобильное устройство. Они содержат возможность размещения рекламной информации с использованием интерактивного медийного контента.
Мобильные приложения - это один из самых успешных и перспективных маркетинговых каналов на сегодняшний день. Приложения - это такой же продукт, к которому стоит применять основные элементы маркетинга 4Р: Product, Place, Price, Promotion.

## Психология мобильного маркетинга
Мобильный маркетинг имеет две основные цели – выстраивание взаимоотношений с клиентом и увеличение количества продаж. Эти каналы коммуникации дает возможность донести информацию напрямую клиенту «в руки» и стоимость контакта при этом значительно ниже, чем наружная или печатная реклама.
Когда мобильный маркетинг существует и действует на законных условиях, предлагает получателям только актуальную информацию и позволяет приобретать необходимые товары и услуги на привлекательных условиях, только тогда достигается одна из основных целей маркетинга — получение дохода.
Поэтому маркетинговая рассылка не должна быть назойливой, просроченной, грубой или нецензурной. 
Ключевыми пунктами успеха мобильного маркетинга является:
- персонифицированность сообщений (SMS- и MMS-маркетинг);
- возможность легко отписаться от рассылки;
- грамотный и привлекательный контент сообщений;
- возможность интерактивного доступа;
- и прочие.

Мобильный маркетинг продолжит своё успешное развитие, опираясь именно на медийные возможности приложений для мобильных устройств нового поколения, на грамотную и комплексную маркетинговую политику компаний. Тем более, что современный потребитель готов принимать рекламу из мобильных устройств, и по собственной воле предоставляет информацию о себе, своем местоположении, образовании, вкусовых и личных предпочтениях.